# Portal Tomb von Kilrooskagh

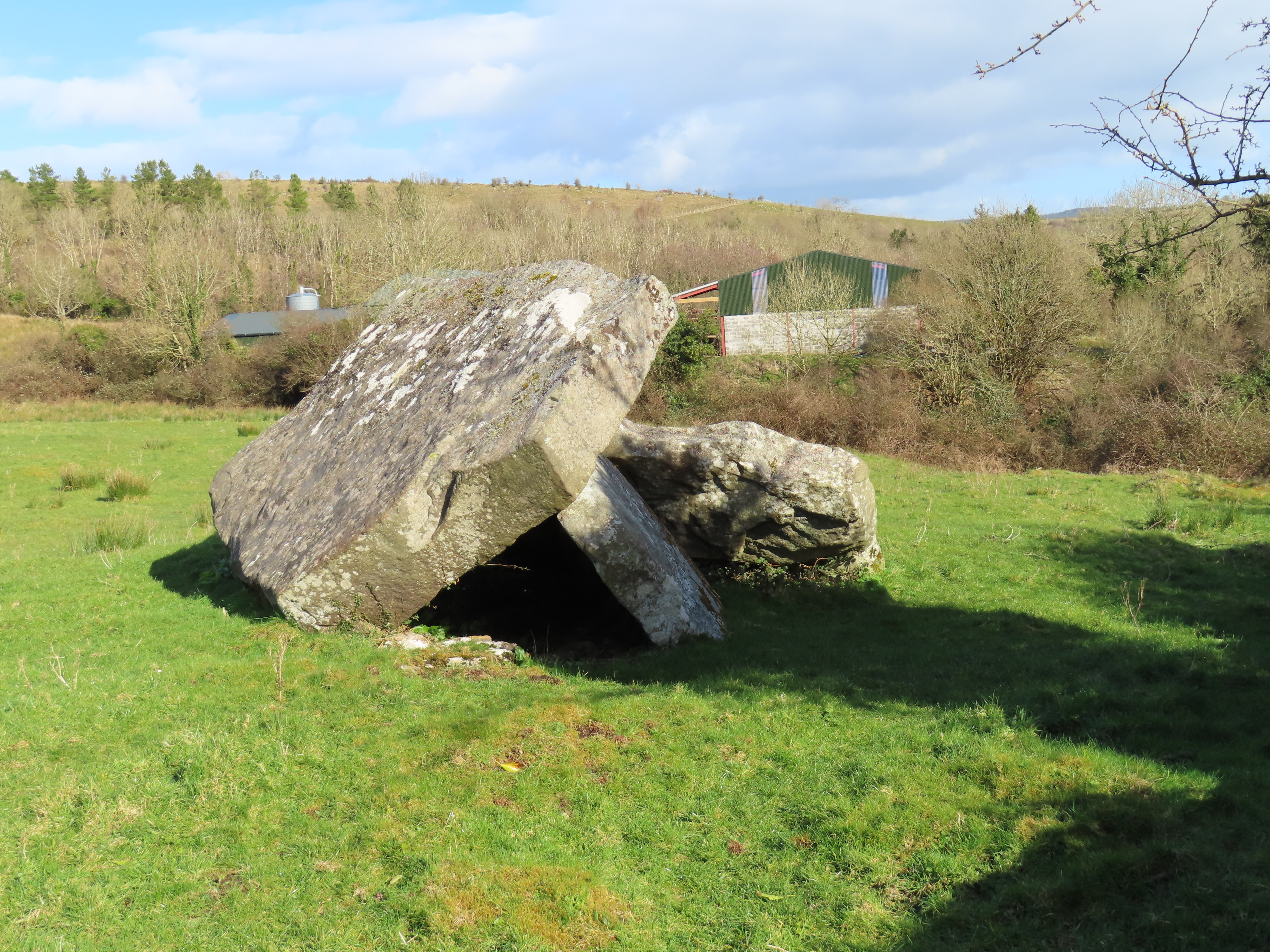
Kilrooskagh Portal Tomb

Das Portal Tomb von Kilrooskagh liegt auf einem kleinen Plateau am Südwesthang eines Hügels mit Blick auf den Lough Macnean Upper, etwa 200 Meter nördlich der Straße von Belcoo nach Garrison im County Fermanagh in Nordirland. Als Portal Tombs werden in Irland und Großbritannien Megalithanlagen bezeichnet, bei denen zwei gleich hohe, aufrecht stehende Steine mit einem Türstein dazwischen, die Vorderseite einer Kammer bilden, die mit einem zum Teil gewaltigen Deckstein bedeckt ist.
Das Portal Tomb besteht aus einer Kammer, die von einem massiven Deckstein aus Kalkstein bedeckt wird. Er ist 4,75 m lang, liegt auf den beiden gefallenen Portalsteinen, die etwa 3,0 und 2,0 m lang sind. Im Inneren der Kammer ist der Boden bedeckt von losen Spänen und ein kleiner Stein im Nordwesten liegt unter dem inneren Rand des Decksteins.